# Учень майстра (фільм)
«Учень майстра» (кит. трад. 太極: 之零開始, піньїнь: Tàijí Zhī líng kāishǐ, буквально «Тайцзі: Починаючи з нуля») — китайський 3D-фільм 2012 року про бойові мистецтва режисера Стівена Фунга. Сюжет заснований на вільному переказі історії про те, як майстер тайцзіцюань Чень Чансін уперше навчив чужинця, Яна Лучаня, стилю бойового мистецтва, таємниці якого зберігалися в родині Чень протягом багатьох поколінь. Фільм став дебютом актора і знімався паралельно з продовженням — «Герой 3D» (кит.: 太極２ 英雄崛起), після якого запланований третій фільм серії.

## Зміст
Незвичайно обдаровану дитину Яна Лучаня всі вважають місцевим дурником, проте, мати Лучаня пропонує йому вивчити бойові мистецтва. Підкорившись її бажанням, Ян відправляється у віддалене село Чень навчатися тайцзі. У цьому легендарному селі всі практикують тайцзі, і використовують його в повсякденному житті. Однак жителям села заборонено розкривати аспекти тайцзі чужинцям, і Ян дізнався про це на власному досвіді. Яну по прибуттю в село всіляко намагаються відбити охоту місцеві жителі, викликаючи його на поєдинки. Використовуючи прийоми тайцзі, його перемагають всі — чоловіки, жінки і навіть діти. Провівши серйозний бій і зазнавши поразки від Юньян, гарної дочки майстра Ченя, Ян вирішує вивчити мистецтво тайцзі і знайти майстра Ченя. Але юний Ян і не здогадується, що дивний бідняк, який врятував його під час бою з Юньян, і з яким він подружився, і є той самий майстер Чень. Майстер розуміє, наскільки обдарований Ян, і таємно навчає його премудрості тайцзі. Одного разу в село прибуває страхітлива парова машина, якою управляє Фан Цзицзін, друг дитинства Юньян. Він підкупив урядовців, аби ті дозволили побудувати йому залізницю, що проходить прямо через село. Ян вирішує приєднатися до Юньян, щоб перемогти Фан Цзицзіна і знищити машину. Цей хоробрий вчинок може розтопити серця місцевих жителів.

## Ролі
| Актор            | Роль |
| ---------------- | ---- |
| Юань Сяочао      | -    |
| Крихітка Анджела | -    |
| Тоні Люн Ка-фай  | -    |
| Едді Пен         | -    |
| Шу Ці            | -    |
| Деніел Ву        | -    |
| Джейд Сюй        | -    |
| П'єр Бурдо       | -    |
| Пол Філіп Кларк  | -    |
| Кеоні Еверінгтон | -    |

## Знімальна група
- Режисер — Стівен Фанг
- Сценарист — Чень Го-фу
- Продюсер — Стівен Фанг, Ван Чжунцзюнь, Деніел Ву
- Композитор — Катсунорі Ішида